# Zutang ji
Zutang ji (祖堂集 Antologia gmachu patriarchów; kor. Chodang chip, jap. Sodōjū, wiet. Tổ Đường Tập) – jeden z pierwszych tekstów związanych z historią chanu.
Dzieło to został napisane przez Jinga i Yuna, dwóch uczniów mistrza chan Zhaoqinga Wendenga (znanego także jako Zhaoting Shengdeng) (884–972) w roku 952 w klasztorze Zhaoqing w Quanzhou. Jest ono silnie związane z niezwykłym rozwojem chanu (zapewne z powodu względnego spokoju tych rejonów Chin) w państwie Nan Tang (południowych Tangów), które obejmowało rejon dolnego biegu rzeki Jangcy oraz dużą część dawnego państwa Min (909–945), pokrywającą się mniej więcej z dzisiejszą prowincją Fujian. Południowi Tangowie wspierali buddyzm jako źródło ich praw do rządzenia.
Był to rejon działalności wielu wybitnych mistrzów chan należących do zupełnie różnych linii przekazu i reprezentujących różne regionalne „szkoły” chan, co zapewne przyczyniło się do wyraźnego w Zutang ji wysiłku przedstawienia zunifikowanej tradycji chan jako wielkiej rodziny. Działali tu m.in. Fayan Wenyi (885–958) i Zhaoqing Wendeng. Oba te kręgi chanistyczne wydały niezwykle ważne dla badań na historią chanu dzieła. Daoyuan ze szkoły fayan napisał Jingde chuandeng lu, a uczniowie Wendenga – Zutang ji.
Zutang ji jest najstarszą zachowaną pracą związaną z prezentacją historii chanu poprzez ukazanie linii przekazu Dharmy. Chociaż praca ta prezentuje i promuje głównie linię przekazu mistrza Wendenga, to jednak – chociaż w dużo mniejszym stopniu – pokazuje wieloliniowość rozwoju chanu i jego zróżnicowanie. Częściowo uprawomocnia także wymarłe już dawne linie przekazu, które pochodziły od Patriarchów Daoxina i Hongrena. I właśnie ukazanie tradycji chan jako dużej, sprawnie zarządzanej rodziny, która była ucieleśnieniem charyzmy samego Buddy, było tym, czego szukali Tangowie i co służyło chanowi także za panowania dynastii Song.
Pewnym wzorem dla Zutang ji jest dzieło Xu Baolin zhuan napisane przez mistrza chan Nanyuego Weijinga, ucznia Xuefenga Yicuna (822–908), pomiędzy 907 a 911. Chociaż praca ta nie zachowała się do dziś, to promowała szkołę chanu hongzhou z punktu widzenia Xuefenga i jego uczniów.
Zutang ji stosuje to samo podejście, co Xu Baolin zhuan, można je nawet uważać za pewnego rodzaju unowocześnioną wersję tej pracy.
Jednak głównym celem Zutang ji nie jest równe traktowanie wszystkich frakcji chanu. Wręcz przeciwnie, praca ta ma na celu uprawomocnienie linii przekazu Dharmy wiodącej do mistrza Wendenga oraz wypromowanie jej na prawidłową, ortodoksyjną frakcję chanu. W tym celu autorzy najpierw musieli znaleźć odpowiedniego przodka dharmicznego. Znaleźli go w postaci prawie zupełnie nieznanego mistrza chan Qingyuana Xingsiego (660–740). Ponieważ nie było o nim w ogóle prawie żadnych danych, nadawał się doskonale – po dodaniu "odpowiednich" informacji – na przodka (zobacz: Qingyuan Xingsi). W efekcie tych działań uczyniono z niego jednego z najważniejszych mistrzów chanu, a zapoczątkowana przez niego linia przekazu Dharmy, zaowocowała aż trzema z pięciu szkół chanu: fayan, caodong i yunmen. Ponieważ twórcy Zutang ji należeli do linii przekazu Xuefenga Yicuna, jest on także bardzo subtelnie promowany.
Praca ta promuje także mistrza Mazu Daoyi i szkołę hongzhou, z którą mocno utożsamiał się mistrz Wendeng.
Oryginał pracy nie zachował się do dziś, jednak dzieło to odnaleziono w koreańskiej kopii w klasztorze Haein w latach 30. XX w. Ponieważ w Zutang ji dużą rolę odgrywają koreańscy mnisi, badacz buddyzmu Yanagida Seizan sugeruje, że autorzy dzieła Yun i Jing byli koreańskimi mnichami. Z kolei Ishii Mitsuō identyfikuje Yuna z Taguanem Chiyunem (906–969), spadkobiercą Fayana Wenyi. Mizuno Kōgen utożsamia Jinga z Guyinem Chijingiem, spadkobiercą Lumena Chuzhena, a Yuna – z Shimenem Yunem, spadkobiercą Shimena Huiche
Inny japoński badacz Kinugawa Kenji sugeruje, że w 952 oryginalny tekst Zutang ji liczył tylko jeden zwój. Koreańczycy dodali do pierwotnego tekstu drugi wstęp, dopisali większość treści aż do 20 zwojów i wydali w 1245.
Zutang ji rozpoczyna się od biografii siedmiu buddów przeszłości, następnie łączy chan bezpośrednio z Buddą Siakjamunim i prezentuje biografie 28 patriarchów indyjskich. Po nich następują biografie mistrzów, którzy zapoczątkowali kilka najważniejszych linii przekazu chanu. Kulminacją jest ostatni zwój, prezentujący biografie uczniów mistrza Mazu.